# La brigada bichera
La brigada bichera est une bande dessinée espagnole illustrée par Francisco Ibáñez, appartenant à la franchise Mortadel et Filémon, éditée en 1981.

## Synopsis
La T.I.A. décide de se moderniser et de former une « brigade animale » pour aider les agents à mener à bien leurs missions (entre autres : un cochon spécialisé dans la recherche de bombes, un chien pour suivre les indices, un vautour pour trouver les cadavres, une chèvre pour les missions dans la brousse, etc.). Pour ce faire, le Pr Bacterio appliquera aux animaux une invention qui leur permettra d'améliorer leurs qualités. Mortadel et Filémon devront tester tous les animaux.

## Adaptation
La bande dessinée est adaptée intégralement dans l'épisode de la série télévisée homonyme sous le titre La Brigade d'écoute.